# Sankt Michael
Sankt Michael of Eppan (Italiaans: San Michele of Appiano) is het grootste dorp in de Zuid-Tiroolse gemeente Eppan an der Weinstraße (Trentino-Zuid-Tirol, Italië). Sankt Michael heeft circa 1000 inwoners. Men spreekt er voornamelijk Duits.

## Toerisme en bezienswaardigheden
Sankt Michael staat bekend als een schilderachtig plaatsje.
- De hoofdstraat, met de vele volgens de karakteristieke stijl gebouwde huizen
- De Gleifkapelle

## Economie
Belangrijkste exportproducten zijn wijn en fruit.

## Geografie
Sankt Michael is op het Plateau Überetsch gelegen. Het ligt op zeven kilometer van Bolzano wanneer de secundaire weg gevolgd wordt.

### Bergtop
- Kalvarienberg

### Geboren te Sankt Michael
- Johann Georg Plazer (1704-1761), kunstschilder

Frangart · Gaid · Girland · Missian · Montiggl · Perdonig · Sankt Michael · Sankt Pauls · Unterrain